# 陆巷村
陆巷村是中国江苏省苏州市吴中区东山镇下辖的一个村，西面濒临太湖，东边是莫厘峰，村中保存有怀德堂、怀古堂、粹和堂、会老堂、宝俭堂、陆氏宗祠、陆苏九宅第等30余处明清建筑和明代石板古街、会元、解元、探花三座牌楼，以及明代首辅王鏊的故居惠和堂。
陆巷出产红橘、杨梅、枇杷和碧螺春茶叶。
陆巷村被列为中国历史文化名村，并是《橘子红了》、《红粉》、《摇啊摇摇到外婆桥》等影视作品的外景地。